# María Badía

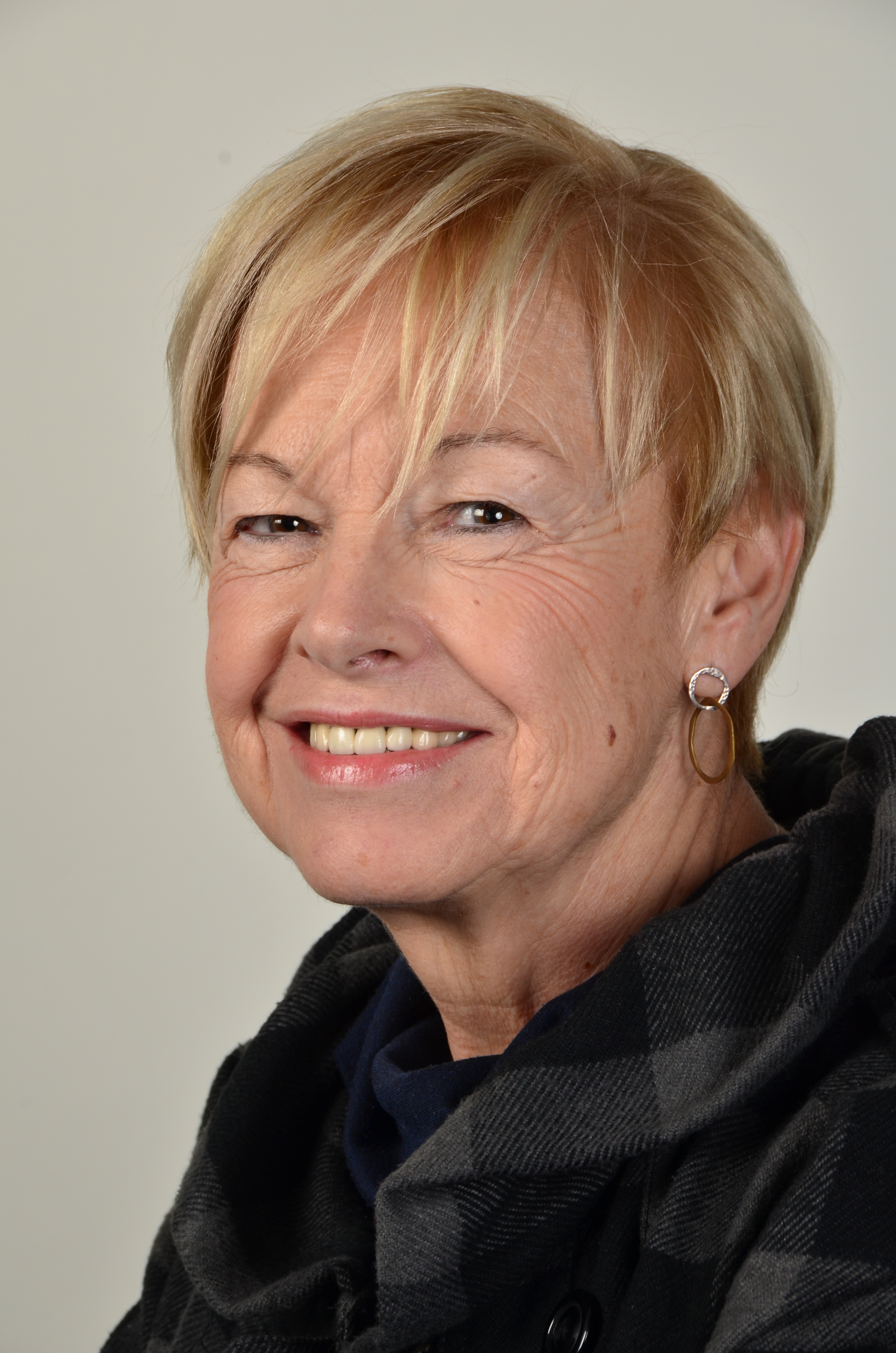
Badia, 2014

María Badía i Cutchet (Sant Quirze del Vallès, 13 mei 1947) is een Catalaans-Spaans politicus en lid van de Socialistische Partij van Catalonië (PSC) en de PSOE, de Spaanse Socialistische Arbeiderspartij. Ze is lid van het  Europees Parlement sinds 2004 en vervult er diverse functies.
Badía studeerde Engelse taal- en letterkunde aan de Autonome Universiteit van Barcelona en was docent Engels in Sabadell, ze is getrouwd en moeder van een zoon en een dochter.

## Politieke functies
- Lid van de Convergència Socialista de Catalunya (1975).
- Coördinator Eerste secretariaat PSC-PSOE (1985-1994).
- Coördinator secretariaat internationale betrekkingen PSOE (1994-1996).
- Hoofd secretariaat presidium van het Catalaanse Parlement (1996-1999).
- In juni 2000 gekozen tot secretaris Europees en internationaal beleid van de PSC, herkozen in juli 2004.